# Paul Lansky
Pour les articles homonymes, voir Lansky.
Paul Lansky (New York, 18 juin 1944) est un compositeur de musique électronique ou de musique assistée par ordinateur et théoricien américain, produisant des œuvres depuis les années 1970, jusqu'à nos jours.

## Biographie
Ancien élève de George Perle et Hugo Weisgall au Queens College, il obtient son BA en 1966. Après avoir enseigné successivement au Mannes College (1963–1968) et au Swarthmore College (1968–1969), Paul Lansky est depuis 1969, professeur de composition de musique à l'Université de Princeton. Il est connu comme un pionnier du développement de langages de l'informatique musicale pour la composition algorithmique (Real-time Cmix). À Princeton, il est également ancien élève de Milton Babbitt et Edward T. Cone et obtient son doctorat en 1973.
Le premier album de Lansky, Smalltalk, n'a pas été publié avant 1990. Il présente quatre plages, deux portant sur les aspects de la voix humaine et deux regardant deux styles de musique : métal et harmonica.
Son deuxième album, Homebrew (1992), contient cinq plages, notamment « Table's Clear » une pièce de dix-huit minutes, percutante et sonore, qui comporte des échantillons de ses enfants jouant avec des ustensiles de cuisine. La suite, avec More Than Idle Chatter, six compositions qui mettent l'accent sur les traitements de la voix humaine à l'aide d'un codage prédictif linéaire, la synthèse granulaire, et des cordes pincées de synthèse ; ses trois points forts sont les pièces de synthèse granulaire appelé « Idle Chatter » (littéralement « Bavardage »), de « Just_more_idle_chatter » (« Juste plus de bavardage ») et « Notjustmoreidlechatter » qui regardent la même chose dans plusieurs perspectives. En 1994, il a publié des Fantasies and Tableaux, une collection de deux précédents ouvrages, « Six Fantasies on a Poem by Thomas Campion » et « Still Time » [«Encore du temps »]. 1995, apporte Folk Images, interprétation personnelle de Lansky et de retravail de « quelques bonnes  chansons folkloriques ».
C'est vers cette époque, que se dessine un changement de style dans la musique de Lansky, cela a fait ressentir un peu plus moderne et de 1997 annonce l'opéra par ordinateur d'une heure, intitulé, Things She Carried, sorte de portrait musical d'une femme anonyme dans une série de huit mouvements. L'année suivante, des Conversation Pieces sont publiés.
Début 2001, le disque intitulé Ride est publié, avec l'ajout d'une nouvelle version pour le bavardage de la famille : « Idle Chatter Junior » et la pièces de dix-neuf minutes « Ride », qui tente de simuler une balade à travers différentes villes et pays. Au printemps 2006, Lansky a pris une vieille chanson populaire et les différents ingrédients de la musique hip hop et créé « Chatter of Pins ». En 2008, « Bavardage des Pins » est inclus sur l'album compilation « Crosstalk: American Speech Music » (Bridge Records) produit par Mendi & Keith Obadike.
Récemment, Lansky change son attention loin de l'électronique et de l'informatique musicale, pour investir plus de temps dans la composition pour instruments acoustiques. Il a écrit de nouvelles pièces sonores pour David Starobin, So Percussion, Nancy Zeltsman et pour l'Alabama Symphony Orchestra.
La chanson de Radiohead « Idioteque », extrait de l'album Kid A, paru en 2000, propose un exemple éminent pièce pour bande d'ordinateur de Lansky, « mild und Leise » (1973). L'échantillon, quatre accords en boucle pris de quelques secondes de la pièce de  Lansky, fournit à l'ensemble de l'harmonie de la chanson. Le nom de « mild und Leise » vient des premières lignes de Liebestod, la fin climatique de l'opéra de Richard Wagner, Tristan und Isolde. Lansky a écrit un texte sur Radiohead (My Radiohead Adventure) publié dans l'ouvrage collectif intitulé The Music and Art of Radiohead. Il a écrit une courte note en ligne, invitant les auditeurs à identifier où l'échantillon est prélevé à partir de la pièce d'origine. Le morceau de musique par ordinateur de Lansky « Her Song » (1979), extraits Six Fantasies On A Poem By Thomas Campion (republié sur l'album de Fantasies and Tableaux, 1994) a également été échantillonnée par Caural pour sa chanson « I Won't Race You », dans son album Mirrors For Eyes (2006).

## Œuvres non électroacoustiques
- Verse and Refrain, pour flûte (1966)
- Quatuor à cordes no 1 (1967)
- Pièces pour piano (1968)
- Modal Fantasy, pour piano (1970)
- Quatuor à cordes no 2 (1971 ; rév. 1977)
- Affine Study, pour piano (1972)
- Crossworks, pour flûte, clarinette, violon, violoncelle et piano (1974–1975)
- Fanfare, pour deux cors (1976)
- Dance Suite, pour piano (1977)
- Serenade, pour violon, alto et piano (1978)
- Hop, pour violon et marimba (1993)
- Semi-Suite, pour guitare (1998)

## Discographie
- Smalltalk : Smalltalk ; Guy's harp ; Late August ; Not so heavy metal - Guy DeRosa, harmonica ; Steve Mackey, guitare (1990, New Albion Records 030)[3] (OCLC 811335903)
- Homebrew : Table's clear ; Night traffic  ; Now and then ; Quakerbridge ; The sound of two hands - Jonah et Caleb Lansky, percussion de cuisine ; Hannah MaacKay, lecteur ; Paul Lansky et Jim Moses, mains (1992, Bridge Records 9035)[4] (OCLC 27274410)
- More Than Idle Chatter - Idle chatter ; Word color ; justm̲orei̲dlec̲hatter ; The lesson ; Notjustmoreidlechatter ; Memory pages - Hannah MacKay, J.K. Randall, Paul Lansky, lecteurs (1994, Bridge 9050) 31369374
- Fantasies And Tableaux, 1994 (Composers Recordings, Inc. 683)[5]
- Folk Images, (1995, Bridge 9060) (OCLC 33251022)
- Things She Carried - Hannah MacKay, lectrice ; Paul Lansky, voix (1997, Bridge 9076) (OCLC 705281608)
- Conversation Pieces, (1998, Bridge 9083) (OCLC 705281617)
- Ride, (2001, Bridge 9103) (OCLC 705281640)
- Alphabet Book, 2002 (Bridge 9126)
- Music Box, (2006, Bridge 9210) (OCLC 705325394)
- Etudes and Parodies : Etudes and parodies ; Semi-suite ; Ricercare plus - William Purvis, cor ; Curtis Macomber, violon ; Mihae Lee, piano — David Starobin, guitare — Quatuor Brentano : Mark Steinberg, Serena Canin, violons ; Misha Amory, alto ; Nina Lee, violoncelle (2005/2006, Bridge 9222) (OCLC 705325405)
- Threads, 2011 (Cantaloupe Music 21064)[6]
- Imaginary Islands, 2012 (Bridge 9366)
- Notes to Self : Arches : string orchestra ; Horizons pour piano, violoncelle et percussion ; Notes to self pour piano ; Partita pour guitare et percussion ; Line and shadow pour orchestre de chambre - Odense Symphony Orchestra, dir. Justin Brown — ensemble Real Quiet : Andrew Russo, piano ; Felix Fan, violoncelle ; David Cossin, percussion — Mihae Lee, piano ; David Starobin, guitare ; Mari Yoshinaga, percussion (juin 2009/juillet et octobre 2012, Bridge 9405) (OCLC 925919469)
- Textures and Threads, 2014 (Bridge 9435)
- Contemplating Weather,2015 (Bridge 9447)
- Idle Fancies, 2015 (Bridge 9454)

## Sources
- (en) Elliott Antokoletz, « Lansky, Paul », dans Stanley Sadie (éd.), The New Grove Dictionary of Music and Musicians, Londres, Macmillan, seconde édition, 29 vols. 2001, 25 000 p. (ISBN 9780195170672, lire en ligne)
- (en) David L. Code, « Observations in the Art of Speech: Paul Lansky’s Six Fantasies ». Perspective of New Music 28, no. 1 (Fall 1990),  p.144–69.
- (en) Curtis Roads, « Interview with Paul Lansky ». Computer Music Journal 7, no. 3, 1983, p.16–24.